# L'Insaisissable Pickpocket
 (juillet 2025).
Pour les articles homonymes, voir L'Insaisissable.
Pour plus de détails, voir Fiche technique et Distribution.
L'Insaisissable Pickpocket est un film muet français réalisé par Segundo de Chomón et sorti en 1908.

## Fiche technique
- Titre : L'Insaisissable pickpocket
- Réalisateur : Segundo de Chomón
- Société de Production :  Pathé Frères
- Pays d'origine :  France
- Durée : 4 minutes